# Otites muscescens
Otites muscescens är en tvåvingeart som beskrevs av Friedrich Georg Hendel 1911. Otites muscescens ingår i släktet Otites och familjen fläckflugor.
Artens utbredningsområde är Frankrike. Inga underarter finns listade i Catalogue of Life.